# Edmund Breese
Edmund Breese (New York, 18 giugno 1871 – New York, 6 aprile 1936) è stato un attore, sceneggiatore e regista statunitense.

## Filmografia

### Attore
- The Master Mind, regia di Oscar C. Apfel (1914)
- The Walls of Jericho, regia di Lloyd B. Carleton e James K. Hackett (1914)
- The Shooting of Dan McGrew, regia di Herbert Blaché (1915)
- An Honorable Cad, regia di George Terwilliger (1919)
- Someone Must Pay, regia di Ivan Abramson (1919)
- Oltre l'arcobaleno (Beyond the Rainbow), regia di Christy Cabanne (1922)
- Bright Lights of Broadway, regia di Webster Campbell (1923)
- Giovanotto mi piacete (The Early Bird), regia di Charles Hines (1925)
- The Police Patrol, regia di Burton L. King (1925)
- The Live Wire, regia di Charles Hines (1925)
- The Brown Derby, regia di Charles Hines (1926)
- Home Made, regia di Charles Hines  (1927)
- Sonny Boy, regia di Archie Mayo (1929)
- The Hottentot, regia di Roy Del Ruth (1929)
- In the Headlines, regia di John G. Adolfi (1929)
- All'ovest niente di nuovo (All Quiet on the Western Front), regia di Lewis Milestone (1930)
- La donna di platino (Platinum Blonde), regia di Frank Capra (1931)
- Millie, regia di John Francis Dillon (1931)
- La peccatrice (The Good Bad Girl), regia di Roy William Neill (1931)
- Tentazioni (The Cabin in the Cotton), regia di Michael Curtiz (1932)
- Sfidando la vita (Laughing at Life), regia di Ford Beebe (1933)
- Female, regia di Michael Curtiz (1933)
- International House, regia di Edward Sutherland (1933)
- Lo scandalo dei miliardi (Billion Dollar Scandal), regia di Harry Joe Brown (1933)

### Regista
- He Fell in a Cabaret (1915)